# Libres comme le vent
Pour plus de détails, voir Fiche technique et Distribution.
Libres comme le vent ou Les Vagabondes au Québec (Tumbleweeds) est un film américain réalisé par Gavin O'Connor et sorti en 1999.

## Synopsis
Mary Jo Walker est une femme qui collectionne les mariages et autres aventures. À chaque rupture, celle-ci prend la fuite avec sa fille Ava et part le plus loin possible dans l'espoir d'une vie meilleure. Elles arrivent ainsi dans une petite ville prénommé Starlight où elles s'intègrent très bien ; Ava se fait des copines d'école, Mary Jo trouve un travail et tombe amoureuse d'un routier, mais cette dernière aventure tourne mal. Elle souhaite donc repartir, mais Ava s'y refuse.

## Fiche technique
- Titre français : Libres comme le vent
- Titre québécois : Les Vagabondes
- Titre original : Tumbleweeds
- Réalisation : Gavin O'Connor
- Scénario : Gavin O'Connor et Angela Shelton
- Musique : David Mansfield
- Photographie : Dan Stoloff
- Montage : John Gilroy
- Production : Lisa Bruce, Ted Demme, Thomas J. Mangan IV, Jerry McFadden, Gavin O'Connor, Greg O'Connor, Angela Shelton et Joel Stillerman
- Pays de production :  États-Unis
- Format : couleurs - 1,85:1
- Genre : comédie dramatique
- Durée : 102 minutes
- Date de sortie : 1999

## Distribution
- Janet McTeer (VF : Déborah Perret ; VQ : Nathalie Coupal) : Mary Jo Walker
- Kimberly J. Brown (VQ : Kim Jalabert) : Ava Walker
- Jay O. Sanders (VQ : Benoît Rousseau) : Dan Miller
- Gavin O'Connor (VQ : Gilbert Lachance) : Jack Ranson
- Laurel Holloman (VQ : Christine Bellier) : Laurie Pendleton
- Lois Smith (VQ : Madeleine Arsenault) : Ginger
- Michael J. Pollard (VQ : François Sasseville) : M. Cummings
- Cody McMains (VQ : Xavier Dolan) : Adam Riley
- Noah Emmerich (VQ : Pierre Auger) : Vertis Dewey
- Joel Polis : le vice-principal
- Jennifer Paige : l'infirmière
- Lisa Jane Persky : la serveuse

 Source et légende : version française (VF) sur RS Doublage et version québécoise (VQ) sur Doublage Québec.